# Каянза
Каянза (рунди Kayanza) — город на севере Бурунди, административный центр одноимённой провинции.

## Географическое положение
Город находится в северной части провинции, на высоте 1957 метров над уровнем моря, на расстоянии приблизительно 53 километров к северо-востоку от Бужумбуры, крупнейшего города страны.

## Население
По данным переписи 1991 года численность населения Каянзы составляла 6881 человека.
Динамика численности населения города по годам:
| 1991 | 2008   |
| ---- | ------ |
| 6881 | 21 767 |

## Транспорт
Ближайший аэропорт расположен в руандийском городе Бутаре.